# STAR LAND (みやかわくんのアルバム)
『'STAR LAND』（スター・ランド）は、2018年6月27日にユニバーサルシグマから発売されたみやかわくんのメジャー1枚目のミニアルバムである。

## 解説
- 初のメジャーミニアルバム。このミニアルバムの発売によってメジャーアーティストとしての活動を開始した。
- アナログ盤はカバー曲が1曲、オリジナル曲が5曲となっており、デジタル盤（iTunes Store配信盤）ではカバー曲が1曲追加されている。
- 前作『On Your Mark』に続き、柴崎浩（Gt. / abingdon boys school・元WANDS〜al.ni.co）やサウンドプロデューサーのサカイダユーキがアルバム制作に参加。
- ジャケット写真と初回限定映像盤のDVDに収録されている「みやと行くシリーズ」は故郷である式根島で撮影されたが、MVに関しては天候が悪かったため『STAR LAND』をイメージした星空が撮影できず、メイキング映像のみが収録された。本人たっての願いにより日を改めて撮影することをお詫びとして告知している。完成したMVは購入者の連絡を受けて個別に発送することで対応していく予定[3]。
- オリコンデイリーランキングで初登場5位、iTunes Storeでは配信直後に総合アルバム･ランキング1位を獲得[4]。2018年7月1日付のオリコンデイリーランキングでは3位にまで浮上した[5]。

## 収録曲
1. Nobody knows
作詞：ケリー / 作曲：柴崎浩 / 編曲：柴崎浩
オリジナル曲。柴崎浩は作曲、編曲、ギターで参加している。
2. スターランド
作詞：宮川大聖 / 作曲：宮川大聖 / 編曲：サカイダユーキ
オリジナル曲。作詞、作曲はみやかわくん本人。このアルバムのリード楽曲であり、式根島に対するみやかわくんの想いが詰まった渾身の一曲。エレキギターで柴崎浩、編曲、サウンドプロデュースでサカイダユーキが参加。
3. ジャック・バイパー
作詞：宮川大聖 / 作曲：宮川大聖＋サカイダユーキ＋tilt-six / 編曲：tilt-six
オリジナル曲。みやかわくん、サカイダユーキ、tilt-sixが共作曲。サカイダユーキはギターでも参加している。編曲はボカロデビュー作が殿堂入りを果たしたボカロPでサウンドクリエーターのtilt-six。
4. 東京シグナル
作詞：宮川大聖＋Task / 作曲：Task / 編曲：Task＋柴崎浩
オリジナル曲。ボカロPでありメロディックパンクバンド、ONIONRINGのベースを担当しているTaskと柴崎浩が共編曲。柴崎浩はギターでも参加。
5. aNYmORE
作詞：ぼくのりりっくのぼうよみ / 作曲：ぼくのりりっくのぼうよみ＋Loyly Lewis / 編曲：Loyly Lewis
ぼくのりりっくのぼうよみが提供したオリジナル楽曲。ぼくのりりっくのぼうよみは作詞、作曲とコーラスで参加しており、曲は友人でもあるサウンドプロデューサーのLoyly Lewisと共作している。編曲、演奏はLoyly Lewis。
6. Shape of You
作詞：Ed Sheeran＋Steve Mac＋Johnny McDaid＋Kevin Jerome Briggs＋Kandi L.Burruss＋Tameka D.Cottle
世界的な大ヒットを記録したEd Sheeranの楽曲をカバー。tilt-sixがリミックスしている。
7. シュガーソングとビターステップ
作詞：田淵智也 / 作曲：田淵智也
iTunes Store配信盤のみ収録曲。
UNISON SQUARE GARDENのカバー曲。iTunes Storeでアルバムを購入した人だけの限定配信。柴崎浩がギターで参加している。

### 特典
初回限定映像盤DVD
1. みやと行くシリーズ第一弾”式根島に行くの巻き
2. STAR LAND Making

初回限定グッズ盤
- 「スターランド」スペシャルラバーバンド付 (全6種類)

ファンクラブ限定盤グッズ・特典
- Whispeeee×ユニバーサル ミュージックコラボTシャツ
- みやかわくんがあなたのニックネームを呼ぶ、スペシャルメッセージ動画

## 購入者特典

### 販売店限定
「オリジナルスマートフォンステッカー」
- タワーレコード
- UNIVERSAL MUSIC STORE
- HMV、HMV&BOOKS online